# Gekrönte Schwarzkopfschlange
Die Gekrönte Schwarzkopfschlange (Tantilla coronata), auch Gekrönte Schwarzkopfnatter, ist eine kleine Schlange in der Unterfamilie der Eigentlichen Nattern (Colubrinae).

## Merkmale
Die Art erreicht eine Gesamtlänge von bis zu 33 cm. Sie ist oberseits mit bräunlichen Schuppen bedeckt, während auf der Unterseite weißliche Schuppen, gelegentlich mit gelber oder rosa Schattierung vorkommen. Das Artepitheton coronata bezieht sich auf ein cremefarbenes Band am Hinterkopf, das einer Krone ähnelt. Die vorderen Bereiche des Kopfes sind schwarz und auf das helle Band folgt ein breiteres schwarzes Band, das auch den Nacken bedeckt. Der Kopf hat eine leicht abgeplattete Form und ist nur unmerklich breiter als der Hals.

## Verbreitung
Die Gekrönte Schwarzkopfschlange lebt in südöstlichen Bundesstaaten der USA. Sie erreicht im Norden Kentucky und Virginia sowie im Westen das östliche Louisiana. Diese Natter hält sich meist in eher trockeneren offenen Baumbeständen auf, wobei der Boden vorzugsweise mit Steinen, herabgefallenen Ästen und Baumstümpfen bedeckt ist. Sie besucht weiterhin Sümpfe, Marschland, Flussufer und Grasländer.

## Lebensweise
Die Individuen ruhen am Tage unter Steinen, in Hohlräumen zwischen Wurzeln oder in anderen Verstecken. In der Nacht jagen sie meist Wirbellose, wie Regenwürmer, Spinnen sowie Insekten und deren Larven. Gelegentlich erbeutet die Gekrönte Schwarzkopfschlange eine kleinere Echse.
Die Entwicklung des männlichen Spermas und der weibliche Eisprung erfolgen nicht synchron. Während die Eier schon im Juni oder Juli zur Befruchtung bereit sind entstehen die männlichen Samenzellen erst im Spätsommer. Für eine Paarung im Herbst ist das kein Problem. Ein Teil des Spermas verbleibt jedoch im männlichen Fortpflanzungstrakt für eine weitere Paarung im Frühjahr. Danach werden die Samenzellen im Körper des Weibchens aufbewahrt bis zum nächsten Eisprung. Ein Gelege besteht aus 2 bis 5 ovalen Eiern. Aus diesen schlüpfen etwa 7,5 cm lange Nachkommen. Die Geschlechtsreife tritt recht spät nach etwa 3 Jahren ein.
Wie andere kleine Reptilien Nordamerikas hat die Gekrönte Schwarzkopfschlange mit der Roten Feuerameise (Solenopsis invicta) einen neuen Feind bekommen. Diese wurde in den 1930er Jahren eingeschleppt.

## Referenzliteratur
- Tennant, Alan (Hrsg.): Snakes of North America. Taylor Trade Publishing, 2003, S. 38–40 (englisch, Tantilla coronata).